# Castellino Tanaro
Castellino Tanaro (Castlin Tane in piemontese) è un comune italiano di 271 abitanti della provincia di Cuneo in Piemonte.

## Geografia fisica

### Territorio
Castellino Tanaro è su un territorio collinare, a un'altitudine di 613 m s.l.m.
È classificato nella zona sismica 4 (bassa possibilità di danni sismici).

### Clima
Il comune è inserito nella zona climatica F e ha un fabbisogno termico di 3 075 gradi giorno. La normativa attuale non pone limiti all'accensione degli impianti di riscaldamento.

## Origini del nome
Deriva dal tardo latino, richiama l'antica fortificazione posta sul colle (di cui oggi resta una torre) che sovrasta il paese.

## Storia

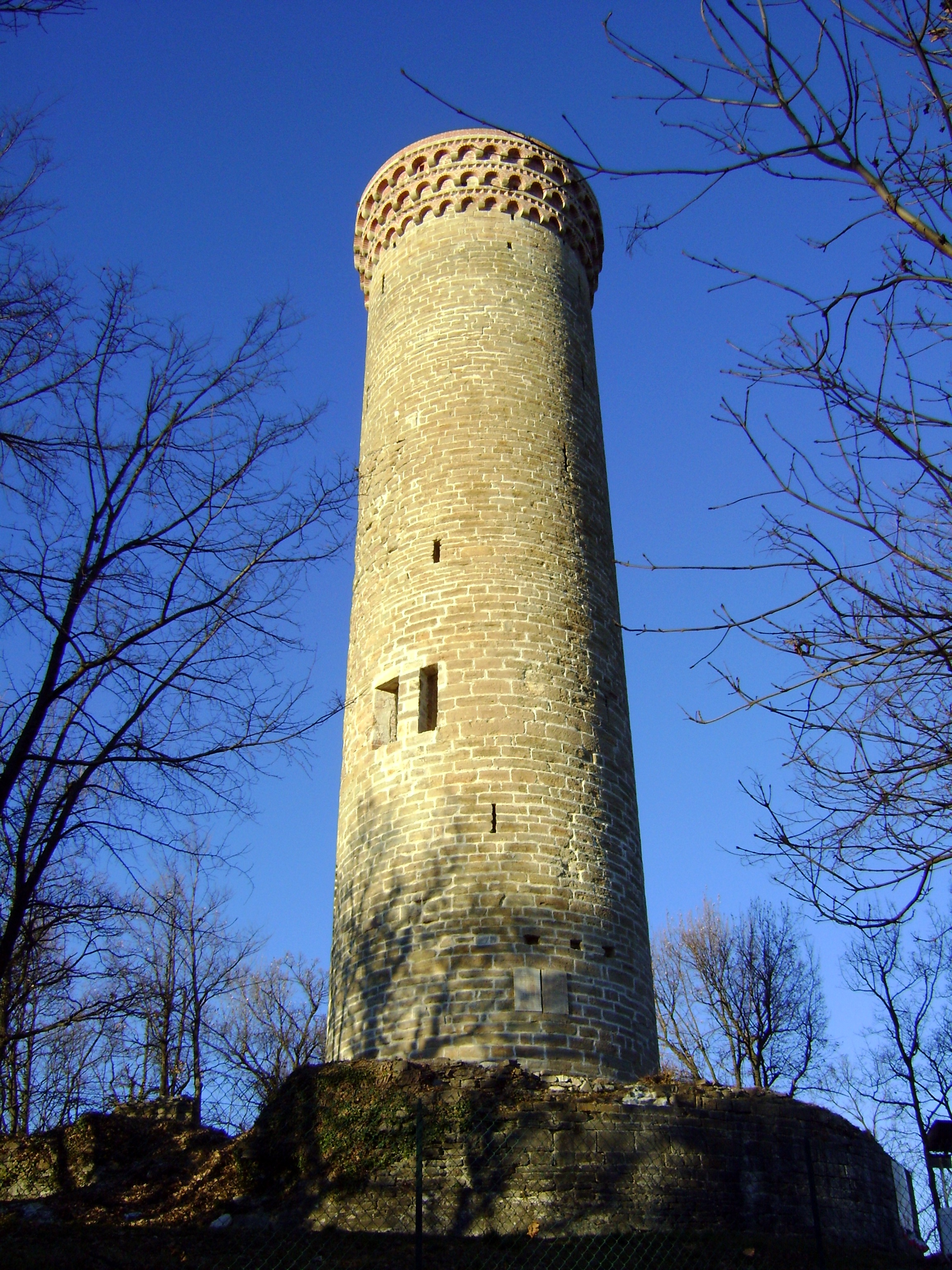
La torre di Castellino Tanaro

L'epoca esatta della fondazione di Castellino non è nota; ritrovamenti archeologici attestano la presenza di Romani, in queste terre, almeno dal I secolo d.C.; le popolazioni locali erano della tribù Publilia.
Durante il Medioevo Castellino venne infeudato alla famiglia aleramica dei Valperga di Masino; poi entrò a far parte del marchesato di Ceva; successivamente venne ceduto ai Germonio di Piero e Sale.
Dal 27 maggio 1655 Castellino rientrò sotto la giurisdizione cebana, passando sotto ai marchesi Paolo Antonio e Gerolamo Pallavicino-Ceva.
Ultima famiglia ad avere giurisdizione diretta sul paese fu quella dei Vivalda di Mondovì, già signori di Igliano, il cui barone Giovanni assunse il titolo di marchese di Castellino.
Durante la campagna d'Italia, nel 1799, subì il saccheggio da parte delle truppe francesi, nonostante la decisa difesa dell'esercito sabaudo e della popolazione locale.
Sempre durante la campagna napoleonica fu notevole la sortita del 14 maggio 1799, portata da un pugno d'uomini comandati dal capitano Francolino di Castellino e dal chirurgo Cerrina di Murazzano, che costrinse alla resa il comandante francese della fortezza di Ceva, Maris.
Circondata da aloni di leggenda è l'impresa compiuta quattro giorni prima, da 8 uomini della prima compagnia di Castellino; si dice che riuscirono a issare il proprio stendardo sui bastioni della suddetta fortezza, a dispetto dei francesi occupanti.
Durante la seconda guerra mondiale, Castellino e le colline circostanti furono teatro di duri scontri fra partigiani e truppe tedesche/fasciste, nonché di rastrellamenti e violenze.
In ragione di questi eventi Castellino è tra le città decorate al valor militare per la guerra di Liberazione, in quanto insignito della Medaglia di bronzo al valor militare.

### Simboli
Lo stemma comunale di Castellino richiama quello del marchesato di cui era sede, ed è stato riconosciuto con D.P.C.M. del 16 marzo 1953.
Il gonfalone comunale fu concesso con decreto del presidente della Repubblica del 16 novembre 1954 che così lo descrive:

### Onorificenze
Castellino Tanaro è tra le città decorate al valor militare per la guerra di liberazione, insignita della medaglia di bronzo al valor militare, per i sacrifici delle sue popolazioni e per l'attività nella lotta partigiana durante la seconda guerra mondiale

## Monumenti e luoghi d'interesse
- Torre medioevale: costruita in stile gotico con blocchi d'arenaria, dalla posizione in cui si trova domina una vasta area. Si tratta dell'ultimo imponente (35 metri d'altezza, 30 di circonferenza) resto di una fortificazione d'epoca marchionale, distrutta fra '700 e '800, dalle truppe napoleoniche. È citata da Giosuè Carducci ne La Bicocca di San Giacomo[12].
- Chiesa Parrocchiale: intitolata a Maria Vergine Assunta; ha 3 navate; la prima edificazione è del '400. Vi sono affreschi risalenti a quell'epoca, un pregevole ciborio del '500, in marmo, con dorature; dipinti ad olio del '600.
- Santuario della Madonna della Neve: sembra che, in origine, fungesse da chiesa parrocchiale anche per il vicino paese di Igliano; è in una posizione piuttosto suggestiva. Al suo interno è conservata una stele, rinvenuta nelle vicinanze, attestante una sepoltura romana.
- Chiesa di San Carlo: nata come oratorio dei disciplinanti, è attigua alla chiesa parrocchiale, unita a questa dalla sacrestia, edificata nel 1884. Ha subìto, per lungo tempo, degrado e abbandono, fino al recente restauro, da parte delle autorità municipali, che ne ha salvato le pregevoli decorazioni e ne ha permesso la destinazione a sala polivalente.
- Cappella di San Cristoforo: vi è conservato un raffinato affresco del '500, del 'maestro di Cigliè', raffigurante la Madonna in trono col Bambin Gesù e i Santi Pietro e Sebastiano, un Santo vescovo e San Rocco, sovrastati da Dio Padre. Anche le pareti esterne erano affrescate, ma sono state rese illeggibili da incuria e intemperie.
- Chiesetta di San Rocco: conserva, al suo interno, un intero ciclo di affreschi del 1527, opera di diversi artisti.

## Società

### Evoluzione demografica
Abitanti censiti

## Infrastrutture e trasporti
Castellino era servita da una propria stazione ferroviaria posta lungo la Ferrovia Bra-Ceva, situata in località Piantorre. La ferrovia è stata chiusa in seguito ai danni subiti dalla alluvione del 1994.

## Amministrazione
| Periodo        | Periodo        | Primo cittadino | Partito              | Carica  | Note   |
| -------------- | -------------- | --------------- | -------------------- | ------- | ------ |
| 27 giugno 1985 | 23 maggio 1990 | Carla Merletti  | Democrazia Cristiana | Sindaco | [ 14 ] |
| 23 maggio 1990 | 24 aprile 1995 | Carla Merletti  | Indipendente         | Sindaco | [ 15 ] |
| 24 aprile 1995 | 14 giugno 1999 | Carla Merletti  | Indipendente         | Sindaco | [ 16 ] |
| 14 giugno 1999 | 8 giugno 2004  | Carla Merletti  | Lista civica         | Sindaco | [ 17 ] |
| 14 giugno 2004 | 8 giugno 2009  | Bruno Roà       | Lista civica         | Sindaco | [ 18 ] |
| 8 giugno 2009  | 26 maggio 2014 | Bruno Roà       | Indipendente         | Sindaco | [ 19 ] |
| 26 maggio 2014 | 27 maggio 2019 | Carla Merletti  | Lista civica         | Sindaco | [ 20 ] |
| 27 maggio 2019 | 10 giugno 2024 | Andrea Canavese | Lista civica         | Sindaco |        |
| 10 giugno 2024 | in carica      | Andrea Canavese | Lista civica         | Sindaco |        |

### Gemellaggi
- Falicon[21]

### Altre informazioni amministrative
Faceva parte della comunità montana Alto Tanaro Cebano Monregalese.